# Aeroportul Ölgii
Aeroportul Ölgii (IATA: ULG, ICAO: ZMUL) este un aeroport din Ölgii⁠(d), Bajan-Ölgii-Aimag, Mongolia ce deservește zona Ölgii⁠(d). A fost numit după zona deservită.
Situat la o altitudine de 1.459 m, aeroportul dispune de 1 pistă.

## Infrastructură

### Piste
Aeroportul dispune de o singură pistă. Pista 13/31 are suprafața de beton și dimensiunile 2.850 m × 30 m. 